# Charles Taylor (chính khách Liberia)
Charles McArthur Ghankay Taylor (sinh 28 tháng 1 năm 1948) là Tổng thống thứ 22 của Liberia nhiệm kỳ từ ngày 02 tháng 8 năm 1997 cho đến khi ông từ chức vào ngày 11 tháng 8 năm 2003.
Sinh ra tại Arthington, hạt Montserrado, Liberia, Taylor tốt nghiệp tại Bentley College tại Hoa Kỳ trước khi trở về Liberia để làm việc cho chính phủ của Samuel Doe. Sau khi bị khai trừ vì tham ô, cuối cùng ông đến Libya, nơi ông được đào tạo làm chiến binh du kích. Ông trở lại Liberia vào năm 1989 với tư cách người đứng đầu một nhóm kháng chiến ủng hộ Libya, có tên là Mặt trận Quốc gia yêu nước Liberia, nhằm lật đổ chế độ Doe, khởi xướng cuộc nội chiến Liberia lần thứ nhất. Sau khi Doe bị hành quyết, ông giành được quyền kiểm soát phần lớn đất nước và trở thành một trong những lãnh chúa nổi bật nhất ở châu Phi. Sau một thỏa thuận hòa bình nhưng kết thúc bằng chiến tranh, Taylor dùng vũ lực ép buộc dân chúng bầu ông làm tổng thống trong cuộc tổng tuyển cử năm 1997.
Trong nhiệm kỳ tổng thống, Taylor bị cáo buộc về tội ác chiến tranh và tội ác chống loài người do tham gia trong cuộc nội chiến Sierra Leone. Trong nước, các cuộc phản đối chế độ của ông bùng phát, mà đỉnh cao là sự bùng nổ nội chiến Liberia lần thứ hai vào năm 1999. Đến năm 2003, ông đã mất quyền kiểm soát nhiều vùng nông thôn và chính thức bị Tòa án Đặc biệt về Sierra Leone truy tố. Năm đó, ông từ chức do kết quả của áp lực quốc tế tăng dần và lưu vong ở Nigeria. Trong năm 2006, Tổng thống vừa được bầu Ellen Johnson Sirleaf chính thức yêu cầu dẫn độ ông. Khi đến Monrovia, ông đã được chuyển giao cho phái đoàn Liên Hợp Quốc tại Liberia và ngay lập tức được đưa đến Sierra Leone. Ông hiện đang bị giam trong đơn vị trại giam Liên Hợp Quốc, nơi ông được đưa ra xét xử trước Tòa án Đặc biệt về Sierra Leone cho vai trò của ông trong cuộc nội chiến. Ông bị tòa tuyên án có tội ngày 26 tháng 4 năm 2012 với tất cả 11 tội danh, hình phạt dự kiến được tòa quyết định vào ngày 3 tháng 5 năm 2012.
Vào tháng 10 năm 2021, Charles Taylor, bị kết án 50 năm tù vì tội ác chống lại loài người vào năm 2012 vì vai trò của mình trong cuộc nội chiến ở Sierra Leone, đã đệ đơn khiếu nại Liberia vì "không trả tiền hưu trí". Khiếu nại này đã được gửi đến Tòa án Công lý của Cộng đồng Kinh tế các Quốc gia Tây Phi (ECOWAS).

## Thời trẻ
Charles McArthur Taylor sinh ra ở Arthington, một thị trấn gần Monrovia vào ngày 28 tháng 1 năm 1948, cha mẹ là Nelson và Bernice Taylor. Sau này ông lấy tên 'Ghankay', có thể để làm hài lòng và giành được sự quý mến của những người bản xứ. Mẹ ông là một thành viên của nhóm dân tộc Gola. Theo hầu hết các báo cáo, cha ông là một người lai Mỹ-Liberia. Taylor là một sinh viên tại Bentley College, ở Waltham, Massachusetts, từ 1972 đến 1977, tốt nghiệp với văn bằng về kinh tế.
Năm 1979, ông đã chỉ huy một cuộc biểu tình tại phái bộ Liberia Liên Hợp Quốc ở Thành phố New York, phản đối đương kim Tổng thống Liberia William Tolbert, người đang thực hiện một chuyến thăm cấp nhà nước đến Hoa Kỳ vào thời điểm đó. Tolbert công khai tranh luận Taylor, nhưng khi Taylor bóng gió ám chỉ rằng ông sẽ chiếm giữ phái bộ Liberia bằng vũ lực, ông đã bị cảnh sát New York bắt. Sau đó ông được thả và được Tolbert mời trở lại Liberia.